# Організація Люфтваффе (1933–45)
Організація Повітряних сил Третього Рейху або Організація Люфтваффе (нім. Luftwaffe) — упорядкована організаційна модель структур управління, військових формувань, установ, закладів та інших організації усіх Повітряних сил Третього Рейху, що були засновані 15 травня 1933, призначених для ведення повітряної війни та виконання важливих завдань в інтересах усіх Збройних сил нацистської Німеччини.

## Система управління

### Вище командування
27 квітня 1933 року за ініціативою Германа Герінга на базі Імперського комісаріату у справах авіації (нім. Reichskommissar für die Luftfahrt) було створене Імперське міністерство авіації. Згодом потай були засновані Повітряні сили Третього Рейху, усі аспекти управління, розвитку та контролю як військової, так і цивільної авіації покладалися спочатку на Рейхсміністерство. 2 червня 1937 на базі структурних підрозділів Міністерства авіації було розгорнуто Верховне командування Люфтваффе (нім. Oberkommando der Luftwaffe — OKL), на чолі якого стояв головнокомандувач Люфтваффе (нім. Oberbefehlshaber der Luftwaffe) (фактично весь період був рейхсмаршал Герман Герінг), який одночасно був імперським міністром авіації. У безпосередньому підпорядкуванні головнокомандувача знаходилося управління Рейхсміністерства. Всі служби ОКЛ були розділені між двома вищими посадовими особами:
- начальник Генерального штабу (нім. Generalstab der Luftwaffe), який контролював усі оперативні підрозділи ОКЛ;
- статс-секретар Імперського міністерства авіації, якому підпорядковувалися центральний відділ, загальне управління, технічне управління, адміністративне управління, управління постачання, управління особового складу.

1 лютого 1939 року було проведено реорганізацію ОКЛ, унаслідок чого ОКЛ прийняло наступний вигляд:
- Міністерське управління;
- Генеральний штаб Люфтваффе;
- Загальне управління (ALA);
- Начальник бойового постачання, якому підпорядковувалися:
  - Технічне управління (TA) та управління постачання (LNA);
- Адміністративне управління (LWA);
- Центральний відділ (LZ);
- Управління особового складу (LPA);
- Інспекції.

Імперське міністерство авіації відповідало за організацію Люфтваффе, розробку нових типів бойових літаків, навчання льотного складу, створення аеродромів, навчальних центрів, пунктів управління, радіоцентрів, запасів авіаційних боєприпасів, майна, паливно-мастильних матеріалів тощо. Герман Герінг не тільки очолював Люфтваффе, одночасно будучи рейхсміністром авіації, він поєднував посади головнокомандувача військової авіації, а також відповідав за цивільний повітряний флот, авіаційну промисловість, систему забезпечення усіх складових.

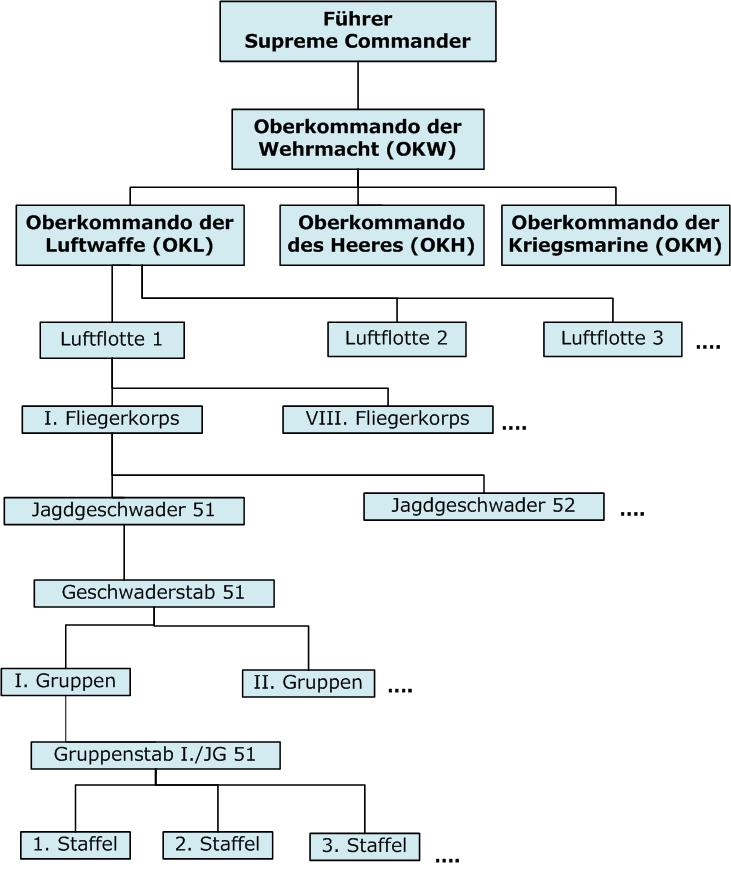
Організаційно-штатна структура Люфтваффе

Оперативно командування Люфтваффе поділялося на інспекцію бомбардувальної та інспекцію винищувальної авіації, і державний секретаріат авіації. Власно повітряні сили мали поділ на:
- льотний склад;
- війська зенітної артилерії;
- війська зв'язку авіації.

Але, незабаром керівництво Люфтваффе зазнало організаційних змін і поділялося на:
- Генеральний штаб;
- Оперативний штаб;
- Інспекція озброєння;
- Інспекцію винищувальної авіації
- Директорат постачань та оснащення;
- Управління зв'язку.

ОКЛ очолював начальник Генерального штабу, і орган управління поділявся на вісім директоратів (нім. Abteilungen):
- Оперативний директорат;
- Організаційний директорат;
- Директорат навчання;
- Директорат переміщення військ;
- Розвідувальний директорат;
- Директорат постачань та оснащення;
- Історико-архівний директорат;
- Директорат кадрового менеджменту.

У структурі ОКЛ також існували 17 інспекцій за окремими родами військової авіації та інших родів військ:
- 1-ша інспекція — розвідка;
- 2-га інспекція — бомбардувальна та пікірувальна бомбардувальна авіація (начальник — інспектор бомбардувальної авіації);
- 3-тя інспекція — винищувальна, штурмова, безпосередньої підтримки та озброєння (начальник — інспектор винищувальної авіації);
- 5-та інспекція — безпека польотів та оснащення;
- 6-та інспекція — моторизованої техніки;
- 7-ма інспекція — зв'язку та комунікацій (начальник — Генерал військ зв'язку авіації);
- 8-ма інспекція — морської авіації (до 1942 року);
- 9-та інспекція — школи льотної підготовки;
- 10-та інспекція — служби військ та тренувань;
- 11-та інспекція — повітрянодесантних та планерних військ;
- 12-та інспекція — повітряної навігації;
- 13-та інспекція — військ ППО;
- 14-та інспекція — медична служба;
- 15-та інспекція — зони ППО;
- 16-та інспекція — пошуково-рятувальної служби на морі;
- 17-та інспекція — будівельні та аеродромні служби, охорона військовополонених;
- 18-та інспекція — польові формування Люфтваффе.

### Формування авіації
Вищим оперативним об'єднанням, спроможним вирішувати оперативно-стратегічні завдання, був повітряний флот (нім. Luftflotte), до якого входять усі бойові авіаційні частини, за винятком військово-морської авіації. До початку війни Люфтваффе мало чотири повітряних флоти із зонами відповідальності на території, що приблизно охоплювало четверту частину Німеччини. З початком кампанії на Західному фронті був заснований 5-й повітряний флот, котрий відповідав за повітряні операції Люфтваффе в окупованій Норвегії. У 1943 році був сформований ще один (6-й), а в 1944 році ще два флоти (10-й і флот «Рейх»). Кожен повітряний флот складався, як правило, з одного або декількох авіаційних (нім. Fliegerkorps) та винищувальних корпусів (нім. Jagdkorps), авіаційних (нім. Fliegerdivision) та винищувальних дивізій (нім. Jagddivision), частин ППО та частин зв'язку. Крім цього, до складу повітряного флоту іноді могли входити кілька повітряних округів, різнорідних ескадр, а також окремі підрозділи, типу ескадрильї чи бойові групи (нім. Kampfgruppe).
На оперативному рівні діями авіації керували авіаційні корпуси та дивізії. Авіаційний корпус — змішане оперативне з'єднання, що складалося з п'яти-шести ескадр і однієї розвідувальної групи. Кількість бомбардувальних ескадр в корпусі не була постійною й залежала від характеру завдань, які покладалися на командування корпусу.
Наступною ланкою в ієрархії Люфваффе була авіаційна дивізія, які зазвичай мали у своєму складі авіаційні ескадри. Зазвичай дивізія мала ескадрильї далекої та ближньої розвідки, бомбардувальну ескадру, ескадру пікіруючих бомбардувальників, ескадри одномоторних та двомоторних винищувачів. Склад усіх дивізій ніколи не був стандартним і часто змінювався в залежності від розвитку ситуації на фронті. Командування дивізією здійснювало загальне управління діями цих підрозділів та частин у визначеному регіоні, водночас командири ескадр зберігали повну тактичну самостійність.
Вищою тактичною одиницею була ескадра (нім. Geschwader), «гешвадер» — найбільша та самостійна організаційна структура тактичної ланки, які були однорідними: бомбардувальними, винищувальними, нічних винищувачів тощо. Як правило, ескадра нараховувала від 90 до 120 літаків і умовно кажучи, дорівнювала авіакрилу Королівських повітряних сил Великої Британії, авіаційній групі американських повітряних сил армії, авіаційному полку ВПС СРСР. Кількість літальних апаратів варіювалася від чисельності авіаційних груп в оргштатній структурі ескадри, а також які підрозділи були додані або підтримували «гешвадер». У залежності від призначення ескадра оснащувалася відповідними літаками одного типу, винищувачами, бомбардувальниками, штурмовиками, військово-транспортними літаками. Командиром ескадри були офіцери в ранзі від майора до оберста.
Наступним тактичним підрозділом була авіагрупа, самостійна, однорідна структура, що складалася з штабної ланки та 3-4 ескадрилей («штаффель») і мала близько 30-50 літаків у своєму складі.
Меншим підрозділом у структурі Повітряних сил була ескадрилья, «штаффель» (нім. Staffel), яка формувалася з чотирьох ланок чи шести пар бойових літаків. Один з командирів ланки, у військовому званні оберлейтенант — гауптман, одночасно був командиром ескадрильї (нім. Staffelkapitaen (Staffelfuehrer). Зазвичай «штаффель» мав 12-16 літаків. Ескадрилья, у свою чергу, поділялася на ланки (нім. Kette), які в більшості родів авіації складалися з трьох літаків. У винищувальній авіації ланка нараховувала чотири літаки (нім. Schwarm), що поділялися на пари (нім. Rotte).

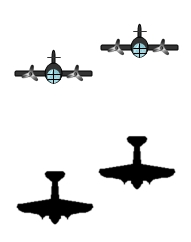
Пара (Rotte).
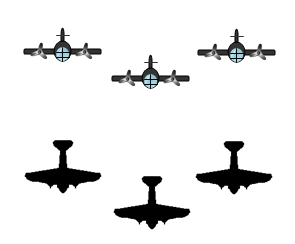
Ланка (Kette).
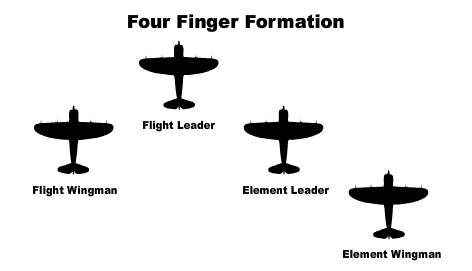
Стрій з 4-х літаків (Schwarm).

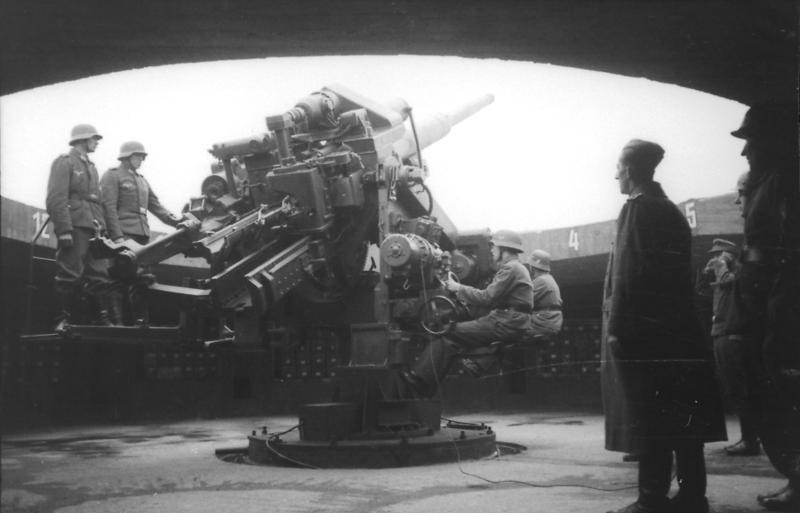
Підрозділ зенітної башти Люфтваффе, озброєний 128-мм зенітною гарматою FlaK 40 на бойовому чергуванні. 1943

В Імперському міністерстві авіації з метою запровадження адміністративно-територіального управління усіма авіаційними формуваннями, що перебували у певному регіоні, були організовані на кшталт військових округів вермахту, авіаційні округи — люфтгау (нім. Luftgaue). На ці органи управління покладалися завдання щодо адміністрування, тренування, забезпечення, обслуговування та ремонту, протиповітряної оборони, забезпечення зв'язком, набір та комплектування персоналом, а також формування й підтримка складових резерву. Начальником люфтгау був офіцер у чині генерал-майора, який підпорядковувався напряму на рейхсміністра.
Загалом були створені наступні люфтгау:
- Люфтгау I (нім. Luftgau I) — Кенігсберг
- Люфтгау II — Штеттін
- Люфтгау III — Берлін
- Люфтгау IV — Дрезден
- Люфтгау V — Штутгарт
- Люфтгау VI — Мюнстер
- Люфтгау VII — Мюнхен
- Люфтгау VIII — Бреслау
- Люфтгау IX — Веймар
- Люфтгау X — Гамбург
- Люфтгау XI — Ганновер
- Люфтгау XII — Гіссен/Вісбаден
- Люфтгау XIII — Нюрнберг
- Люфтгау XIV — Кобленц
- Люфтгау XVII — Відень.

### Наземні війська Люфтваффе

#### Війська протиповітряної оборони

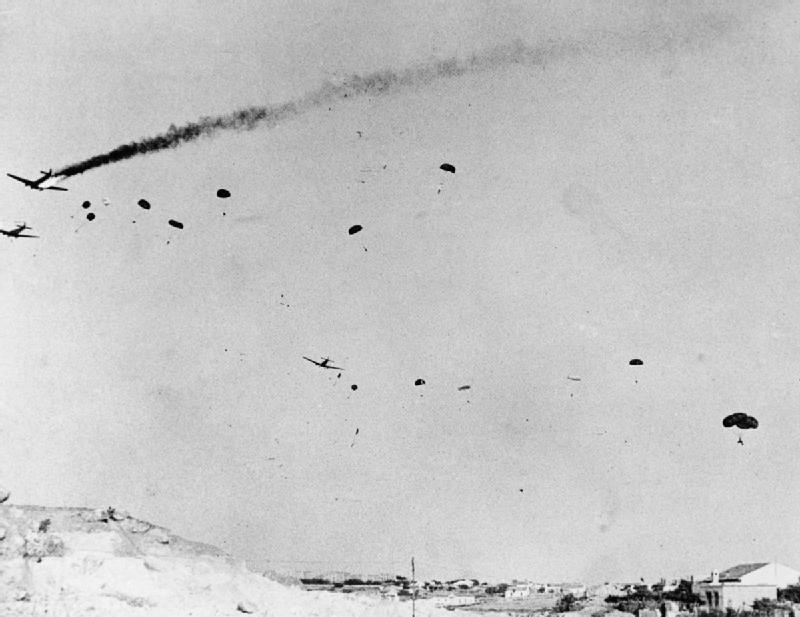
Десантування німецьких парашутистів у ході Критської повітрянодесантної операції. Травень 1941

Окрім основних, льотних формувань, що утворювали гнучку сукупність військових об'єднань, з'єднань, частин, підрозділів та органів управління ними, Люфтваффе мало у своєму підпорядкуванні величезний комплект різних родів наземних військ.
Основою були військові формування протиповітряної оборони, переважно зенітної артилерії. Найменшим тактичним підрозділом була батарея (нім. Batterie), що мала від чотирьох до шести зенітних гармат різного калібру. Наступним більшим підрозділом був зенітний дивізіон (нім. Flak-Abteilung), з 3-4 батарей зенітної артилерії та прожекторної батареї. У залежності від калібру зенітних гармат, дивізіони розподілялися на легкі (нім. leichte), змішані (нім. gemischte) та важкі (нім. schwere). Як правило, легкі батареї мали артилерійські системи калібру 20-мм та 37-мм; важкі — 88-мм, 105-мм і 128-мм.
Організаційно зенітні дивізіони зводилися в зенітні полки (нім. Flak-Regimenter), бригади (нім. Flak-Brigaden), дивізії (нім. Flak-Divisionen) та корпуси (нім. Flakkorps), але ця структурна була дуже нестабільною і гнучкою й часто зазнавала реорганізації в залежності від обстановки та визначених вищим штабом завдань. До кінця Другої світової війська протиповітряної оборони Люфтваффе мали 29 зенітних дивізій, що складалися з п'яти зенітних полків, прожекторного полку, трьох моторизованих транспортних батальйонів, батальйону зв'язку та підрозділів забезпечення й підтримки.
Інтенсивність ведення воєнних дій протягом війни призвела до значного зростання кількості підрозділів військ ППО. В першу чергу, це було пов'язано зі стратегічними бомбардуваннями спочатку британської бомбардувальної авіації, а з 1942 року — й американської. Через великі втрати наприкінці війни до зенітних підрозділів усе частіше набирала військовиків з числа іноземців або німецької молоді.

#### Повітрянодесантні війська
Збройні сили нацистської Німеччини стали одними з перших збройних сил світу, які заснували повітрянодесантні війська, легкоозброєну піхоту, призначену для ведення активних бойових дій у тиловій зоні противника. Але, на відміну від інших країн німецькі парашутні частини перебували винятково в підпорядкуванні командування Люфтваффе, що пояснювалося скоріше амбіційними намаганнями Герінга, який прагнув об'єднати у своїх руках якомога більшу владу, ніж міркуваннями доцільності. Водночас інша важлива складова повітрянодесантних військ — посадочно-десантні (планерні) частини залишалися у веденні армії.
29 січня 1936 року у складі окремого полку «Герман Герінг» був сформований 1-й піхотний (парашутний) батальйон, на чолі з майором Бруно Броєр, що згодом став генералом парашутних військ.
Організація парашутно-піхотних полків відповідала в основному організації піхотного полку сухопутних військ — вони мали по три батальйони (2-й полк в 1940 році мав лише два). Вже ближче до кінця війни у складі деяких полків з'явилися саперні, розвідувальні й зенітно-кулеметні роти і кожний полк мав у цілому 17 рот. Парашутний батальйон, як і піхотний, складався з трьох парашутно-десантних рот і однієї роти важкої зброї (кулеметної). Кожна рота складалася з трьох взводів, а парашутно-десантний взвод, як правило, з трьох відділень. Кожне відділення мало на озброєнні два ручні кулемети, тобто у два рази більшу вогневу міць, ніж відділення піхотних полків сухопутних військ. Роти важкої зброї батальйонів складалися з трьох взводів станкових кулеметів і одного взводу середніх мінометів (80-мм). Кожний кулеметний взвод мав два відділення станкових кулеметів, по два кулемети у кожному. 13-та рота була озброєна мінометами середнього калібру й складалася з трьох взводів середніх мінометів (80-мм) і одного ракетного взводу, 14-та рота була винищувально-протитанковою та мала різне озброєння. Як експеримент, у деяких полках на кожний батальйон і на кожну роту важкої зброї були створені взводи піднощиків для забезпечення безперебійного постачання боєприпасів.
У ході війни з'єднання повітрянодесантних військ зазнали деяких змін. Наприклад, з 1944 року 1-ша парашутна дивізія мала у своєму складі такі частини:
- штаб;
- три парашутних полки трьох-батальйонного складу (у кожному батальйоні три парашутно-піхотні й одна кулеметна роти). Крім цього, кожний полк мав протитанкову, мінометну й саперну роти;
- артилерійський полк (два дивізіони трьох-батарейного складу). У першому дивізіоні було 12 75-мм гірських гармат, у другому — 12 105-мм легких безвідкотних гармат;
- протитанковий батальйон (чотири роти 75-мм протитанкових гармат і рота самохідних гармат). Усього 16 протитанкових гармат Pak 40 і чотири легких САУ Marder II (SdKfz 132);
- батальйон зв'язку (телефонна й радіороти);
- кулеметний батальйон (три роти);
- інженерний батальйон (три саперні й одна кулеметна роти);
- медичний батальйон (дві роти).

#### Панцергренадерські парашутні війська
У квітні 1935 року, невдовзі після заснування Люфтваффе, на основі поліцейського батальйону спеціального призначення «Векке», був розгорнутий полк «Генерал Герінг» (нім. Regiment «General Göring»). 24 вересня 1935 року цей полк вивели зі складу прусської поліції та передали до складу Люфтваффе. Спочатку він виконував завдання лише церемоніально-вартові функції: брав участь у парадах і військових ходах, ніс охорону найважливіших об'єктів Люфтваффе і супроводжував Германа Герінга. Поступово він перетворився на потужний зенітну частину, яка виконувала завдання протиповітряної оборони рейхсканцелярії, численних головних ставок Гітлера, а також його особистої резиденції та штабного поїзда.
З часом на полк Генерал Герінг покладається все більше завдань і відповідальності, частина все частіше бере участь у бойових діях на Західному та Східному фронтах. У травні 1942 року полк розгорнули до бригади «Герман Герінг», а вже у жовтні 1942 року перевели на штат танкової дивізії під найменуванням дивізія «Герман Герінг» (нім. Division Hermann Göring). До складу дивізії був включений штурмовий парашутний полк. З'єднання билося у Північній Африці, згодом продовжувало протистояти союзникам на Сицилії та в Італії. Незабаром була розгорнута ще одна танкова дивізія «Герман Герінг», яка була перекинута до Сицилії. У травні 1944 року дивізія «Герман Герінг» була перейменована на парашутно-танкову дивізію «Герман Герінг».

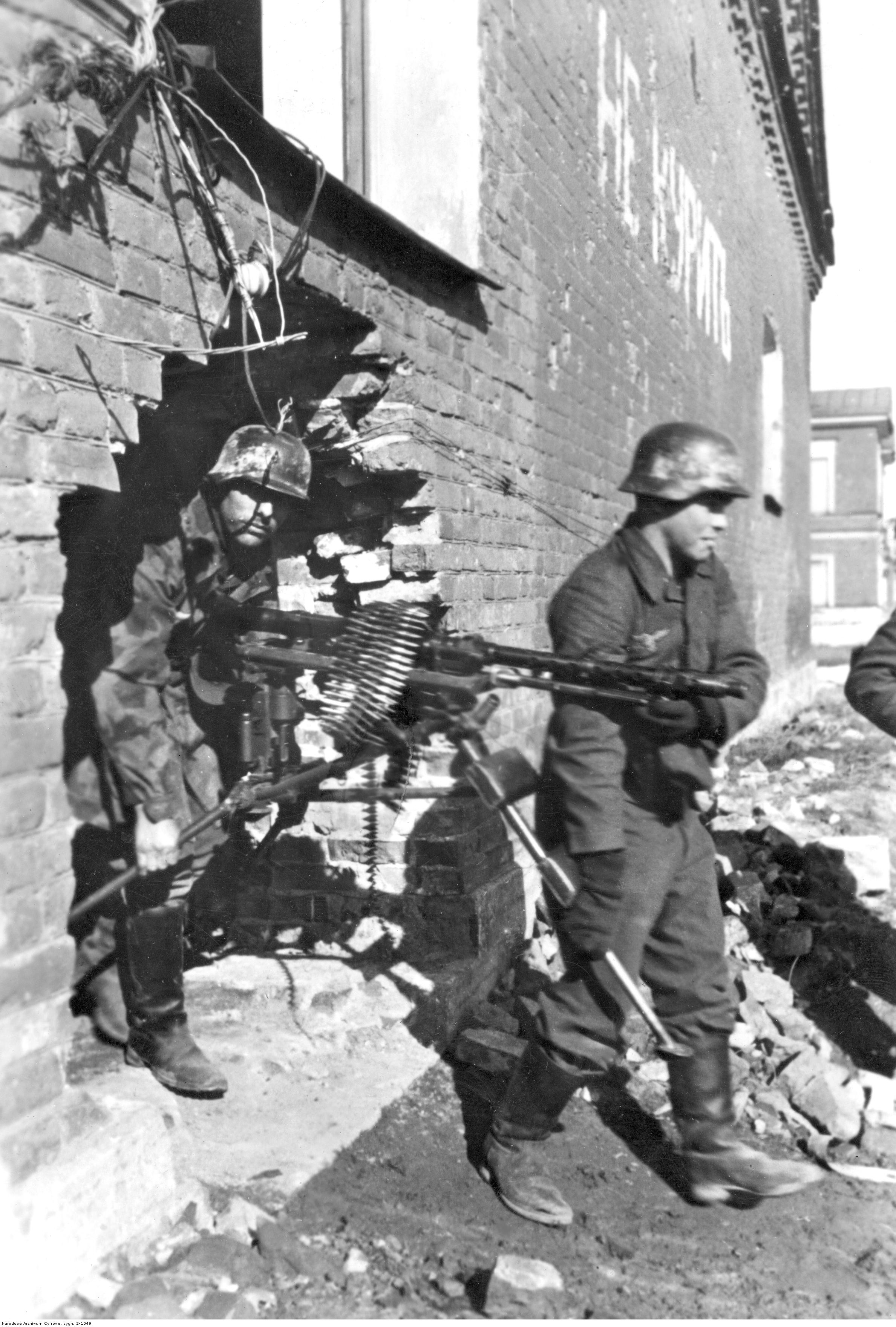
Солдати авіапольової дивізії з кулеметом MG-34 у бойовій обстановці на Східному фронті. 1943

1 жовтня 1944 року дивізію розгорнули в парашутно-танковий корпус «Герман Герінг» (нім. Fallschirm-panzerkorps Hermann Göring). Одночасно розгорталася 2-га парашутно-танкова гренадерська дивізія «Герман Герінг».

#### Авіапольові війська
Через великі втрати в зимовій компанії 1941-42 року у повітряних боях у Люфтваффе склалася певна диспропорція між чисельністю льотного та наземного персоналу формувань військової авіації. У січні 1942 року спочатку в групі армій «Північ» була утворена «група Люфтваффе Майндль» (нім. Luftwaffe-Gruppe Meindl), укомплектована з підрозділів вермахту, Люфтваффе та СС і брали участь у деблокуванні Дем'янського котла. В січні-лютому 1942 року були створені 7 польових полків ПС (нім. Feldregimenten der Luftwaffe. №№1-5, 14 і 21), що складалися з 4 піхотних батальйонів, а кожен батальйон, у свою чергу, з однієї важкої і трьох легких рот. Останні мали на озброєнні 12 легких 20-мм гармат і 4 88-мм гармат подвійного призначення (зенітні і протитанкові).
12 жовтня 1942 за указом рейхсмаршала Герінга офіційно були створені авіапольові дивізії Люфтваффе. Загалом було створено 22 авіапольові дивізії, що билися як звичайні піхотні частини. Ці дивізії об'єдналися в 4 авіапольові корпуси ПС. 1-й корпус (генерал авіації Ерік Петерсен) підкорявся командувачу 4-го повітряного флоту і призначався для дій в смузі групи армій «A» на південній ділянці фронту; 2-й корпус (командир — генерал авіації Альфред Шлемм) підкорявся командуванню ПС «Ост» і призначався для використання в смузі групи армій «Центр»; 3-й корпус (командир — генерал зенітних військ Іоб Одебрехт) підпорядковувався 1-му повітряному флоту і призначався для дій у складі групи армій «Північ»; 4-й корпус (командир — генерал зенітних військ Гергард Гоффманн) також підпорядковувався 4-му повітряному флоту і повинен був діяти в смузі відповідальності групи армій «B» на південній ділянці німецько-радянського фронту. Більшість дивізій діяли, проте, у складі сухопутних сил.
До 31 жовтня 1943 року усі дивізії підпорядковувалися ОКЛ, а після — ОКГ.

## Створення та розвиток

### Формування перших частин
1 квітня 1934 року в Берліні наказом Рейхслюфтфарктміністерства (RLM) була сформована 1-ша авіаційна дивізія на чолі з оберстом Гуго Шперрле. До її складу повинні були увійти всі авіаційні групи і ескадрильї, які формувалися на той момент Люфтваффе.
1 березня 1935 року у Німеччині було офіційно оголошено про створення Люфтваффе. Уся територія країни була поділена на шість повітряних округів (нім. Luftkreiskommando), зі штаб-квартирами у Кенігсберзі, Берліні, Дрездені, Мюнстері, Мюнхені та Кілі. 12 жовтня 1937 року був сформований ще один, сьомий округ з центром у Брауншвейзі. Кожний округ мав змішаний склад своїх авіаційних формувань.
Загалом до початку вторгнення в Польщу німецькі Люфтваффе нараховували 30 бомбардувальних груп в одинадцяти ескадрах (1 180 бомбардувальників, переважно типу He 111 і Do 17Z), 9 винищувальних ескадр (788 винищувач типу Messerschmitt Bf 109E), чотири групи важких винищувачів (431 одиниця Messerschmitt Bf 110), 4 ескадри пікіруючих бомбардувальників (361 бомбардувальник Ju 87B Stuka), 10 груп винищувачів-перехоплювачів (408 літаків), 1 групу штурмовиків (40 літаків). Також повітряний флот мав 552 військово-транспортних літаки, 23 ескадрильї далекої та 30 ескадрилей ближньої розвідувальної авіації (721 розвідувальний літак), а також 14 ескадрилей берегової авіації, 2 ескадрильї корабельної та 2 ескадрильї авіаносної авіації (що готувалася на німецькі авіаносці, котрі будувалися в той час) (загалом 240 літаків різного типу та призначення), та 55 літаків спеціального призначення. За оцінкою деяких істориків близько 90 % винищувачів перебували в боєготовому стані, бомбардувальна та розвідувальна авіація мала відсоток бойової готовності 75-80 %.
Загальна чисельність Люфтваффе становила 208 000 льотного складу, 107 000 особового складу в зенітних частинах та 58 000 у військах зв'язку Люфтваффе.

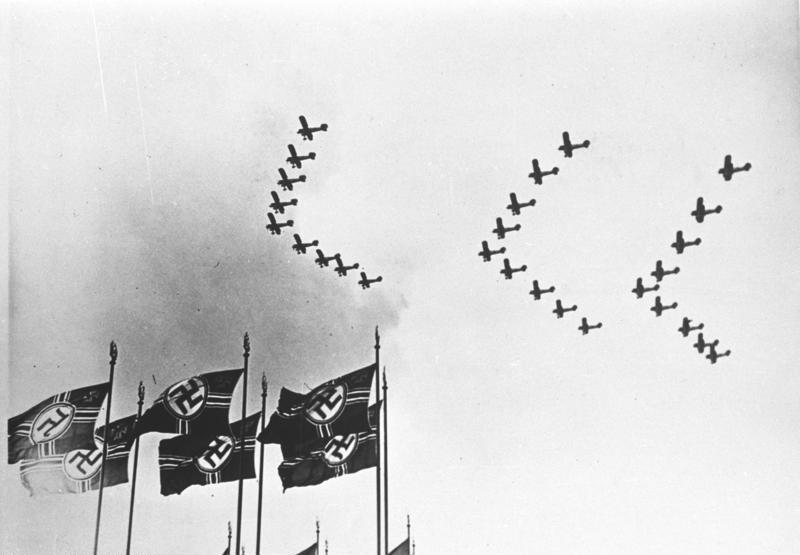
Підрозділ винищувальної ескадри JG 52 Люфтваффе у бойовому порядку на параді. 1937

#### Винищувальна авіація
Розвитку винищувальної авіації керівництво Люфтваффе приділяло якомога більше уваги, в першу чергу через те, що більшість генералів самі були асами-винищувачами у минулій війні. 1 травня 1934 року, на основі ескадрилей «Міттедойчланд» і «Суддойчланд» була сформована авіаційна група «Деберіц» (нім. Fliegergruppe Doberitz) під командуванням барона майора Роберта фон Грейма. Спочатку був створений лише штаб групи, але вже до 1 липня були укомплектовані і все три ескадрильї, що мали на озброєнні біплани Ar 68 і Не 51. Командирами ескадрилей були призначені гауптман Йоганн Райтель, Ганс-Гуго Вітт і Ганс-Юрген фон Крамон-Траубадель. Ця авіагрупа стала основою винищувальної авіації Люфтваффе.
1 жовтня того ж року на аеродромі Кіль-Голтенау була створена 1-ша авіаційна ескадрилья, оснащена літаками Ar 64, Ar 68 і Не 51.
1 квітня 1936 року з окремих ескадрилей були створені перші дві винищувальні ескадри. В Деберіці була сформована JG 132 «Ріхтхофен» під командуванням майора Райтеля, а в Дортмунді була сформована JG 134 «Горст Вессель» на чолі з оберстлейтенантом Куртом-Бертрамом фон Дерінгом.

#### Бомбардувальна авіація
На момент свого офіційного створення у березні 1935 року Люфтваффе мало тільки дві бомбардувальні авіагрупи (нім. Kampffliergergruppe) — «Тутов» і «Фасберг», озброєних Ju 52, Do 11 і Do 23. Однак цей рід авіації також перебував у полі прискіпливої уваги Рейхсміністерства авіації, нарощуванню ударного потенціалу своїх повітряних сил приділялося чимало сил та енергії.
1 жовтня 1935 року було сформовано відразу п'ять бомбардувальних груп. А до 1 квітня 1936 року повітряні сили нацистів вже нараховували п'ять бомбардувальних ескадр (нім. Kampfgeschwader, скор. KG) — KG 152 «Гінденбург», KG 153, KG 154 «Бельке», KG 155 і KG 253. У складі чотирьох з них було по три авіагрупи, і лише одна KG 154 «Бельке» мала дві групи.

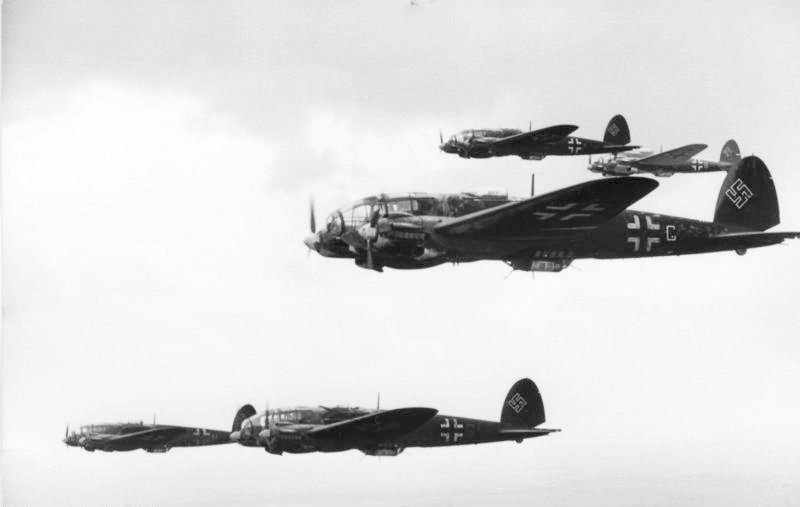
Підрозділ бомбардувальної ескадри KG 27 Люфтваффе на літаках He 111 у бойовому порядку. Битва за Британію. 1940

Навесні 1937 року у створенні бомбардувальної авіації Люфтваффе почався новий етап: бомбардувальні групи почали отримувати новітні бомбардувальники Ju 86 А-1. Першими оснащували підрозділи KG 152 «Гінденбург». 15 березня 1937 року на аеродромі Ландсберг у 25 км північно-західніше Лейпцига почала формування ще одна бомбардувальна ескадра KG 255. На цьому формування нових авіаційних підрозділів та постачання сучасних бомбардувальників набирало обертів. Вже в другій половині 1937 року почали надходити на озброєння перші Do 17E, і за станом на 19 вересня 1938 року у складі бомбардувальних і розвідувальних груп було вже 479 Do 17 модифікацій E, M, F і P. Взимку 1936-37 року для Люфтваффе був виготовлений і перший Не 111К, літак який став головним і найчисленнішим бомбардувальником Люфтваффе на першій стадії Другої світової війни.
Чисельне зростання бомбардувальної авіації тривало, одночасно йшов і процес удосконалення та зміцнення її структури. До серпня 1939 року, до розв'язання агресивної війни в Європі, бомбардувальна авіація Люфтваффе нараховувала 1 180 літаків і 1 300 підготовлених екіпажів. Влітку 1939 року Люфтваффе отримали перші 12 бомбардувальників Ju 88A-1, один з найбільш універсальних бойових літаків війни.

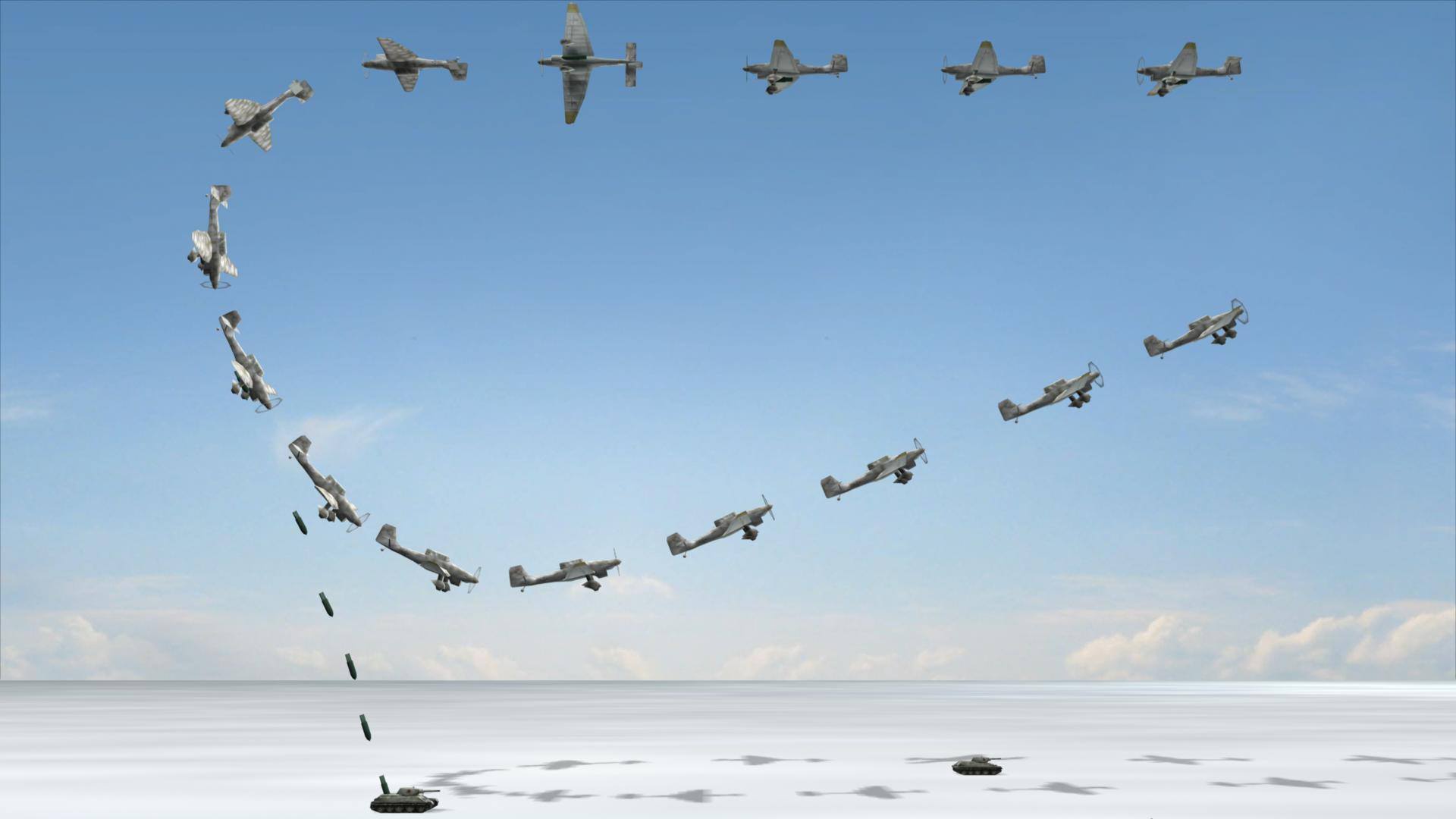
Схема атаки пікіруючих бомбардувальників Ju 87 на ціль

#### Штурмова авіація
Формування частин штурмової авіації, призначених для безпосередньої повітряної підтримки дій сухопутних військ відбувалося трохи повільніше. В першу чергу це було пов'язано з відсутністю надійних та потужних штурмовиків, повинних відповідати викликам ведення повітряного бою на надмалих висотах, стійких до ураження засобами ППО противника, озброєних не тільки кулеметами та авіаційними гарматами, та і такими, що нестимуть достатній бомбовий запас.
1 квітня 1937 року у Швайнфурті були засновані перші штурмові групи: II. і III./StG 165, на основі яких 1 жовтня того ж року в Кітцінгені була сформована одна штурмова ескадра StG 165. 1 серпня 1938 року командування Люфтваффе ухвалило рішення сформувати відразу п'ять авіагруп безпосередньої підтримки військ (нім. Schlachtfliegergrappe - Sch.Gr.).
На початку серпня 1938 році з Іспанії повернувся оберлейтенант Адольф Галланд, якому було доручено розробити методику формування та навчання нових авіагруп. Через брак літаків для штурмових підрозділів тільки Sch.Gr.10 і Sch.Gr.50 були оснащені біпланами Hs 123A-l, інші ж поки мали на озброєнні застарілі літаки Ar 66, He 45, Не 46, Не 50А і Не 51. Але, за осінь 1938 року — весну 1939 року всі авіагрупи пікіруючих бомбардувальників були повністю оснащені літаками Ju 87B і Hs 123A-l.
1 травня 1939 року у Люфтваффе пройшла реорганізація, і незручні у використанні тризначні номери ескадр були замінені на більш зручні — двозначні. Ескадри, що входили до складу 1-го повітряного флоту, отримали номери з 1 по 25-й, що входили у 2-й повітряний флот — з 26 по 50-й, що входили в 3-й повітряний флот — з 51 по 75-й і ті, котрі підпорядковувалися 4-му повітряному флоту — з 76 по 100-й. Відповідно до цього принципу всі групи пікіруючих бомбардувальників отримали нові позначення: I./SIG 160 була перейменована в I./StG l, I./SIG 162 «Іммельман» — в II./SIG 2, I./StG 163 — в I./SIG 2, II./SG 163 — в III./StG 2, I./StG 165 — в I./StG 77, II./StG 165 — в II./StG 77, III./StG 165 — в III./StG 51 і I./StG 168 — в I./StG 76.
У Другу світову війну штурмова авіація Люфтваффе (нім. Schlachtfliegerverbände) вступила маючи лише один підрозділ — II.(Schlacht)/LG 2. Аж до 1942 року їй не приділялося належної уваги, усі завдання безпосередньої повітряної підтримки наземних військ по-суті покладалися на формування пікіруючих бомбардувальників. Так, на 2 вересня 1939 року Люфтваффе мало тільки 40 штурмовиків, на 11 травня 1940 року — 50, й на 21 червня 1941 року — 60 літаків цього типу. Тобто, загалом штурмова авіація становила близько 1-2 % від загальної чисельності бойової авіації Третього Рейху.
Взимку 1942 року почалися кардинальні зміни стосовно тактики застосування авіації безпосередньої підтримки сухопутних військ, коли Верховне командування Люфтваффе змінило свої погляди на цей рід військ з огляду на характер бойових дій на Східному фронті й зростаюче виробництво радянської бронетехніки.

## Відео
- Organization of the Luftwaffe (1933–45)